# Strozzijeva palača
Strozzijeva palača (italijansko Palazzo Strozzi) v Firencah je ena izmed najlepših italijanskih renesančnih palač. Zelo velika (15 stavb je bilo uničenih, da bi se pridobil prostor) stoji med enako imenovanimi Via Strozzi in Piazza Strozzi ter Via Tornabuoni s tremi veličastnimi identičnimi portali na dveh straneh.
Resnična mojstrovina florentinske posvetne arhitekture renesanse se je zgradila po volji Filippa Strozzija, bogatega trgovca, ki je pripadal eni najbogatejših družin v Firencah, ki je bila tradicionalno sovražna frakciji Medičejcev.

## Zgodovina
Gradnja palače je leta 1489 pričel Benedetto da Maiano, za Filippa Strozza Starejšega, tekmeca Medičejcev, ko se je novembra 1466 vrnil v mesto in si želel najlepšo palačo, da bi uveljavil svoj družinski položaj in morda bolj pomembno, politično stališče o svojem statusu. Med 1470-imi leti so bile pridobljene številne druge stavbe in porušene, da bi zagotovile dovolj prostora za novo gradnjo. Giuliano da Sangallo je zagotovil lesen model zasnove. Filippo Strozzi je umrl leta 1491, še preden se je gradnja končala leta 1538. Vojvoda Cosimo I. Medičejski jo je leta istega leta zasegel, da bi jo družini Strozzi vrnil šele trideset let kasneje.
Palača stoji na zgodovinski ulici Via de 'Tornabuoni.

## Opis
Strozzijeva palača je primer posvetne arhitekture z rustikalnim kklesancem [5], ki ga navdihuje Palazzo Medici Riccardi, vendar z bolj harmoničnimi razsežnostmi. Za razliko od palače Medici, ki je bila postavljena na vogalu in ima torej le dve glavni stranici, je ta stavba, obkrožena na vseh štirih straneh z ulicami in torej samostojna zgradba. To je predstavljalo nov problem v renesančni arhitekturi, ki je dala čutiti novo željo po notranji simetriji načrtovanja: kako integrirati prečno os. Tloris Strozzijeve palače je na svojih dveh oseh strogo simetričen, z jasno diferenciranimi glavnimi prostori. 
Palazzo ima paličevna dvojna okna (bifora); radialni voussoirov lok povečujejo dolžino, ko se dvigne do klinastega kamna, podrobnosti, ki so bile veliko kopirane za obokana okna, narejena v rustiki v neorenesansi. Njegova dominantna venca sta tipična za florentinske palače tistega časa.
Simone del Pollaiolo (il Cronaca), ki je bil zadolžen za izgradnjo palače do leta 1504, jo je  dobil nepopolno. Tudi Cronacovo je cortile ali osrednje dvorišče, ki ga obkroža arkada , navdihnjena z Michelozzom. Slavne kovane lanterne, ki krasijo vogale zunanjosti palače, so imenovane po kovaču z imenom Caparra.
Palača je ostala do leta 1937 v družini Strozzi. V stavbi so nastale velike spremembe, ko je Istituto Nazionale delle Assicurazioni zasedel palačo. Ta jo je podaril italijanski državi leta 1999 in je zdaj sedež Inštituta za humanistične študije in Fondazione Palazzo Strozzi. Gabinetto G.P. Viesseux in Inštitut za renesančne študije oba sta oba tukaj že od leta 1940. Danes se palača uporablja za mednarodne razstave, kot je zdaj letna antična predstava, ustanovljena kot Biennale dell'Antiquariato leta 1959, modne revije in druge kulturne in umetniške prireditve, kot so »Cézanne v Firencah, dva zbiralca in razstava impresionizma iz leta 1910«. Tukaj je tudi sedež Istituto Nazionale del Rinascimento in omenjeni Gabinetto Vieusseux, s knjižnico in čitalnico.